# Jan Schertz
Jan Schertz (* 27. November 1969 in Berlin) ist ein ehemaliger deutscher Eishockeyspieler, der für die Eisbären Berlin in der Eishockey-Bundesliga und DEL aktiv war.

## Karriere
Schertz begann seine Karriere 1987 beim SC Dynamo Berlin, für den er (ab 1990 als EHC Dynamo Berlin und ab 1992 als Eisbären Berlin) bis 1997 aktiv war. 1990 spielte er bei den B-Weltmeisterschaften für die Eishockeynationalmannschaft der DDR. Und in den Jahren 1991 und 1996 lief er für das Team der deutschen Eishockeynationalmannschaft bei den Weltmeisterschaften auf. Im Sommer 1997 schloss er sich dem Heilbronner EC an, bei dem er zwei Spielzeiten unter Vertrag stand. Dort gehörte er zu den teamintern besten Scorern und erzielte in insgesamt 112 Partien 123 Scorerpunkte. Anschließend unterschrieb Schertz zur Saison 1999/00 einen Vertrag bei den Eisbären Berlin, die ihn allerdings zunächst in deren damaligen Farmteam, den Eisbären Juniors Berlin, in der Oberliga einsetzten.
Seine ersten Spiele in der Deutschen Eishockey Liga absolvierte er während der folgenden Spielzeit, als er 19 Mal das Trikot der Eisbären Berlin trug. Nach einer weiteren Saison bei den Eisbären, in der er in 60 Partien eingesetzt wurde, wechselte er zum damaligen Stadtrivalen BC Preussen. Mit den Preussen konnte Schertz die Regionalligameisterschaft 2003 gewinnen und in die drittklassige Oberliga aufsteigen. Nachdem der Klub im Sommer 2004 Insolvenz anmelden musste und vor dem wirtschaftlichen Kollaps stand, verließ er den Verein.
Zur Saison 2004/05 kam er als Stürmer zu den Dresdner Eislöwen. Im Laufe der Saison wechselte er in die Abwehr und führte die Eislöwen als Kapitän zum Aufstieg. Auch in der Saison 2005/06 trug Jan Schertz das C auf der Brust und wurde vom damaligen Eislöwen-Trainer Jiří Kochta von Beginn an als Verteidiger eingesetzt.
In der Spielzeit 2006/07 stand Jan Schertz als Co-Trainer von Jiří Kochta und später auch von Stefan Mikes an der Bande der Dresdner Eislöwen, bevor er im Sommer 2007 von den Saale Bulls Halle als Verteidiger verpflichtet wurde, wo er ebenfalls zum Kapitän aufstieg. Für die Saale Bulls absolvierte der Linksschütze insgesamt 52 Ligapartien und erzielte dabei 41 Scorerpunkte. Somit hatte er großen Anteil am Klassenerhalt der Hallenser. Im Sommer 2008 verließ er Halle wieder und kehrte nach Berlin zurück, wo er für den ECC Preussen Juniors Berlin in der viertklassigen Regionalliga aufs Eis ging. Zwischen 2014 und 2016 spielte er in der fünftklassigen Landesliga Berlin für den Klub „ERSC Berliner Bären“.

## Erfolge und Auszeichnungen
- 2003 Regionalligameister mit den BS Preussen
- 2005 Oberligameister und Aufstieg in die 2. Bundesliga mit den Dresdner Eislöwen
- 2009 Regionalligameister mit dem ECC Preussen Juniors Berlin

## Karrierestatistik
(Legende zur Spielerstatistik: Sp oder GP = absolvierte Spiele; T oder G = erzielte Tore; V oder A = erzielte Assists; Pkt oder Pts = erzielte Scorerpunkte; SM oder PIM = erhaltene Strafminuten; +/− = Plus/Minus-Bilanz; PP = erzielte Überzahltore; SH = erzielte Unterzahltore; GW = erzielte Siegtore; 1 Play-downs/Relegation; Kursiv: Statistik nicht vollständig)